# The Watch
The Watch (bra: Vizinhos Imediatos de 3º Grau; prt: Patrulha de Bairro) é um filme norte-americano de 2012, dos gêneros comédia e ficção científica, dirigido por Akiva Schaffer e escrito por Seth Rogen, Jared Stern e Evan Goldberg. 
É estrelado por Ben Stiller, Vince Vaughn, Jonah Hill e Richard Ayoade, que interpretam um grupo de vizinhos que formam uma vigilância comunitária. Quando descobrem uma trama alienígena que ameaça o mundo, eles são forçados a entrar em ação. O filme é o último trabalho de R. Lee Ermey, que faleceu em 15 de abril de 2018.
O filme começou a ser desenvolvido em 2008, tendo Shawn Levy como produtor, numa trama direcionada a adolescentes, e escrita por Stern. Entre 2009 e 2010, viu diferentes diretores e estrelas se juntarem ao projeto até que em novembro de 2010, Rogen e Goldberg reescreveram o roteiro para um público mais adulto. As filmagens começaram em outubro de 2011 no estado da Geórgia, sendo concluídas em janeiro de 2012.
As campanhas publicitárias do filme foram afetadadas pelo Caso Trayvon Martin em 2012. Como resultado, a campanha foi refocada na premissa alienígena em vez dos protagonistas do filme e o título do filme foi alterado de Neighborhood Watch para The Watch. Lançado em 27 de julho de 2012, o filme arrecadou US$ 68,3 milhões com um orçamento de US$ 68 milhões. Recebeu críticas geralmente negativas, com os críticos se concentrando na trama, frequentes piadas "vulgares e ofensivas" e inúmeras colocações de produtos. No entanto, as performances de Hill e Ayoade foram recebidas de forma mais positiva.

## Sinopse
The Watch acompanha quatro sujeitos comuns que juntam-se para formar o grupo de vigilância da vizinhança, porém tudo não passa de uma desculpa para escaparem de suas vidas sem graça, ao menos uma vez por semana. Tudo muda quando acidentalmente eles descobrem que a sua cidade foi invadida por extraterrestres que se passam por humanos. Eles não têm outra escolha: devem salvar a vizinhança e o mundo.

## Elenco
- Ben Stiller como Evan Trautwig, um gerente local da Costco e morador do subúrbio que forma um grupo de vigilância comunitária depois que seu colega de trabalho é assassinado; ele continua formando novos grupos porque não tem amigos.
- Vince Vaughn como Bob McAllister, um construtor civil boa praça e morador local que usa a vigilância comunitária para espionar sua filha adolescente.
- Jonah Hill como Franklin Fawcett, um morador local com problemas emocionais que se junta a vigilância comunitária após ser rejeitado pela força policial local.
  - Hill passou duas semanas aprendendo a usar um Canivete Butterfly para o papel.
- Richard Ayoade como Jamarcus Perkins, um excêntrico morador local recentemente divorciado e chegado à cidade.
  - Chris Tucker foi considerado para o papel de Jamarcus, antes de Ayoade ser escalado.[6]
- Rosemarie DeWitt como Abby Trautwig, esposa de Evan.

O elenco também inclui Erin Moriarty como Chelsea McAllister, filha de Bob, Nicholas Braun como Jason, namorado de Chelsea, Will Forte como Sargento Bressman, Mel Rodriguez como seu parceiro Chucho, Doug Jones como o principal vilão alienígena, R. Lee Ermey (seu último papel no cinema) como Manfred Salisbury, um fazendeiro local e Joseph A. Nunez como Antonio Guzman (colega de Evan, cujo assassinato o inspira a criar a vigilância comunitária) e Patricia French como Brenda Fawcett, a mãe de Franklin. Billy Crudup (não creditado) aparece como o "vizinho assustador" de Evan, Paul. O diretor Akiva Schaffer e seus colaboradores na trupe de comédia The Lonely Island, Andy Samberg e Jorma Taccone, fazem aparições no filme como participantes se masturbando na orgia de Paul.

## Produção

### Desenvolvimento
O filme entrou em desenvolvimento em meados de 2008, com seu título sendo Neighborhood Watch (vigilância de bairro, em tradução livre), com Shawn Levy desenvolvimento do projeto ao longo de três anos. O roteiro original foi escrito por Jared Stern. Em maio de 2009, David Dobkin e Will Ferrell estavam em negociações para dirigir e estrela, respectivamente, com o envolvimento de Dobkin, foi feito revisões no roteiro de Stern. No entanto, em agosto do mesmo ano, ambos Dobkin e Ferrell deixou o projeto.
Em dezembro de 2009, Peter Segal estava em negociações para dirigir o filme, mas em novembro de 2010, também deixou o projeto. No mesmo mês, Seth Rogen e Evan Goldberg foram trazidos para o projeto para realizar uma revisão completa no roteiro, re-escrever com um objetivo de apontar para um publico mais adulto. Em junho de 2011, Akiva Schaffer foi anexado ao projeto para dirigir, em seu segundo filme de comédia depois de Rod Radical de 2007.
Inicialmente o título original seria "Neighborhood Watch", mas em 4 de maio de 2012 foi alterado para "The Watch" evitar polêmicas nos Estados Unidos, devido a tragedia de 26 de fevereiro de 2012, quando George Zimmerman atirou e matou na Flórida o adolescente negro Trayvon Martin, este vigilante voluntário de bairro foi assunto por todo o país, onde aconteceram manifestações e protestos por ele inicialmente ter sido mantido em liberdade.

### Filmagens
As filmagens deram inicio em outubro de 2011, na Georgia, com om as filmagens ocorrendo em Atlanta, incluindo o bairro Inman Park e diversas áreas em Cobb County , incluindo a Oakleig. As filmagens também teve lugar na Praça de Marietta, na cidade de Marietta, umas das cenas gravadas em Marietta, envolveu um jovem em um skate sendo abduzido por alienígenas. Em 23 de janeiro de 2012, Jonah Hill anunciou que as filmagens tinham oficialmente concluídas.